# Arconce
Arconce – rzeka we Francji, przepływająca przez teren departamentu Saona i Loara, o długości 99 km. Stanowi prawy dopływ rzeki Loary.